# Астра 1L
Астра 1L — телекоммуникационный спутник компании SES. Он предназначается для ретрансляции телеканалов кабельного цифрового телевидения на всей территории Европы.

## Характеристики
Спутник создан компанией Lockheed Martin Commercial Space Systems на базе спутниковой платформы A2100AXS и имеет габариты (Д х Ш х В) 7,7 x 3,62 x 3,62 метра (со сложенными антеннами и солнечными батареями). Для коррекции орбиты оснащён британским двухкомпонентным апогейным ЖРД Leroc-1C.
Минимальный срок службы — 15 лет. Оснащён 29 транспондерами и 2 транпордерами Ku-диапазона для обслуживания телевидения Европы. SES заявила, что Astra 1L заменит Astra 2C. 

## Запуск
Запущен 4 мая 2007 с помощью ракеты-носителя Ариан-5ECA с космодрома Куру во Французской Гвиане. Одновременно с Астра 1L на орбиту был выведен спутник Galaxy-17.